# Rodresnock
Rodresnock är en bergstopp i Österrike.   Den ligger i distriktet Spittal an der Drau och förbundslandet Kärnten, i den centrala delen av landet, 250 km sydväst om huvudstaden Wien. Toppen på Rodresnock är 2 310 meter över havet, eller 407 meter över den omgivande terrängen. Bredden vid basen är 4,6 km.
Terrängen runt Rodresnock är kuperad åt nordost, men åt sydväst är den bergig. Närmaste större samhälle är Radenthein, 9,8 km sydväst om Rodresnock. 
I omgivningarna runt Rodresnock växer i huvudsak blandskog. Runt Rodresnock är det ganska tätbefolkat, med 54 invånare per kvadratkilometer.